# Котънуд (окръг, Минесота)
Окръг Котънуд (на английски: Cottonwood County) е окръг в щата Минесота, Съединени американски щати. Площта му е 1681 km², а населението - 12 167 души (2000). Административен център е град Уиндъм.